# Arranmore
La isla de Arranmore (nombre oficial: Árainn Mhór, que significa Gran cresta o posiblemente Hierro abundante) es la isla habitada más grande del condado de Donegal, y la segunda más grande de toda Irlanda, con una población de 528 en 2006, bajando desde 543 en 2002, y más de 600 en 1996. La isla es parte del Gaeltacht de Donegal. También se conoce en inglés como isla de Aran (que no debe confundirse con las islas de Aran frente a la bahía de Galway o la escocesa isla de Arran). En irlandés la isla fue tradicionalmente llamada Árainn el adjetivo mór (grande) fue añadida de manera bastante reciente. Fue también llamada en irlandés Árainn Uí Dhomhnaill la "Aran de los O'Donnells".

## Ubicación
La isla queda a 5 km frente a Burtonport y se llega gracias a dos servicios de ferry, uno convencional que acomoda hasta 96 pasajeros a pie y todo tipo de vehículos. Este viaje lleva 15 minutos. En 2007, un servicio rápido de ferry comenzó que puede cubrir el recorrido a la isla en 5 minutos. Ambos servicios funcionan diariamente todo el año. 

## Ocupación
La mayor parte de la población vive a lo largo de la costa meridional, y la, protegida en comparación, costa oriental. Ha estado habitada desde los tiempos anteriores a los celtas, y los pocos restos que quedan de un asentamiento temprano incluye un fuerte en un promontorio y montículos de caparazones y conchas, al sur de la isla. Su posición cerca de la zona de embarque del Atlántico era explotada, con una estación de guardacostas y un faro ubicado en el punto más noroccidental, y un puesto de monitorización de la Segunda Guerra Mundial establecido para buscar U-Boats.
La población permanente es de 528, pero supera los mil en temporada de verano. Una gran proporción de las casas son vacacionales, tanto con isleños nativos y sus descendientes.